# Melissa Ashley
Melissa Bertsch (Van Nuys, California; 24 de agosto de 1978), más conocida como Melissa Ashley, es una actriz pornográfica estadounidense.
Ha aparecido en más de 70 películas, websites de adultos, así como en multitud, más de 100, de películas para el mercado doméstico para adultos, hasta 2005.
Su madre, también fue una actriz pornográfica Mary Anne Weiland en los años 1970